# Riaba
Riaba è una città della Guinea Equatoriale. Si trova nella Provincia di Bioko Sud, sull'isola di Bioko, nel Golfo di Guinea, e ha 1.071 abitanti.
Era chiamata in passato Fernando Poo, nome derivante dal navigatore portoghese Fernão do Pó.

## Storia
Il centro abitato si trova nella parte occidentale dell'isola, in una baia chiamata in epoca coloniale Concepción. In questo luogo fu fondato il villaggio, ad opera dei colonizzatori guidati da Joaquín Primo de Rivera, successore del brigadiere Conde de Argelejos, alla sua morte, avvenuta ad Annobón.